# QE2
QE2 je šesté studiové album britského multiinstrumentalisty Mika Oldfielda. Vydáno bylo na podzim roku 1980 (viz 1980 v hudbě), v Británii se v žebříčku prodejnosti alb vyšplhalo maximálně na 27. příčku (v listopadu 1980).
Album QE2 tvoří celkem 9 zcela instrumentálních skladeb o různých délkách (v rozsahu od jedné do 10 minut). Dvě skladby jsou coververze písniček od skupin ABBA („Arrival“) a The Shadows („Wonderful Land“). Na QE2 se poprvé vyskytuje zpěvačka Maggie Reillyová, která v 80. letech dále s Oldfieldem spolupracovala.
Ve skladbě „Conflict“ se nachází výňatek z „Badinerie“ od J. S. Bacha. Krátkou instrumentálku „Molly“ věnoval Oldfield své dceři Molly.
Album QE2 je pojmenováno podle zámořského parníku Queen Elizabeth 2 (zkratkou QE2), který zase obdržel své jméno podle současné britské královny Alžběty II.

## Skladby
1. „Taurus 1“ (Oldfield) – 10:16
2. „Sheba“ (Oldfield) – 3:33
3. „Conflict“ (Oldfield) – 2:53
4. „Arrival“ (Ulvaeus, Andersson, úprava Oldfield) – 2:45
5. „Wonderful Land“ (Lordan) – 3:38
6. „Mirage“ (Oldfield / Oldfield) – 4:41
7. „QE2“ (Oldfield, Hentschel) – 7:38
8. „Celt“ (Oldfield, Cross) – 3:06
9. „Molly“ (Oldfield) – 1:15

## Obsazení
- Mike Oldfield – akustická kytara, westernová kytara, africké bubny, banjo, baskytara, keltská harfa, automatický bubeník, elektrická kytara, mandolína, marimba, perkuse, piano, španělská kytara, syntezátory, tympány, vibrafon, vokodér, vokály
- English Chorale – sbor
- Guy Barker, Raul D'Olivera – trubka
- Phil Collins – bicí
- Tim Cross – piano, syntezátory
- Mike Frye – africké bubny, vokodér, bicí, tympány, hi-hat činel
- David Hentschel – syntezátory, bicí, vokály
- Paul Nieman – pozoun
- Morris Pert – bicí
- Maggie Reilly – vokály
- Dick Studt – strunné nástroje
- Philip Todd – tenorsaxofon
- strunné nástroje a sbor řízeny Davidem Bedfordem